# Vliegbasis

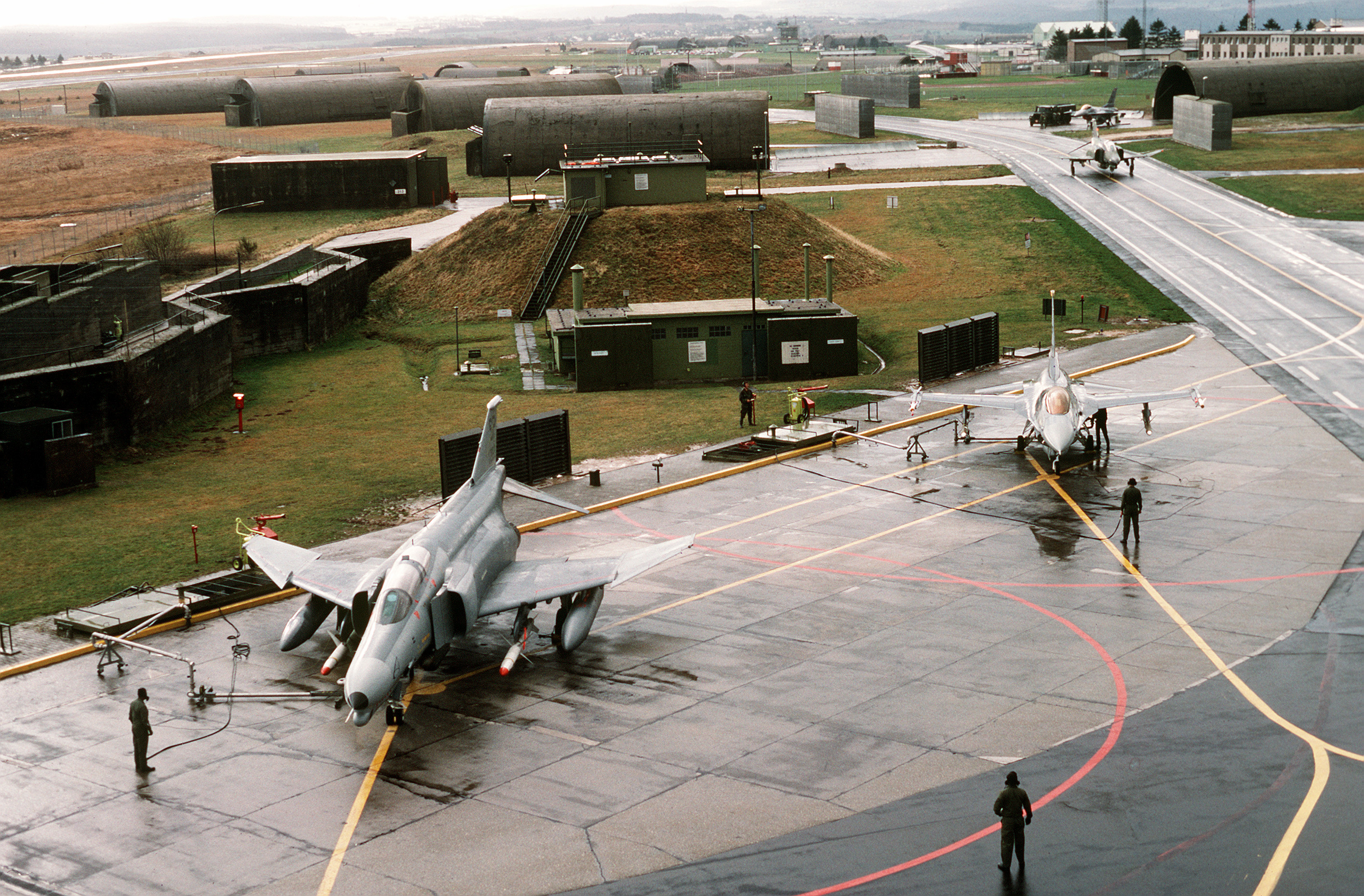
McDonnell Douglas F-4 Phantom II en F-16 Fighting Falcon worden klaargemaakt voor een missie vanaf vliegbasis Spangdahlem, Duitsland

Een vliegbasis of vliegkamp is een militaire basis met één of meer landingsbanen. De basis wordt meestal gebruikt door de luchtmacht (en wordt dan vaak luchtmachtbasis genoemd) maar de marine en landmacht kunnen ook over vliegbases beschikken.

## Faciliteiten
Een vliegbasis kan tegenover een gewoon vliegveld een aantal unieke faciliteiten hebben. Op veel vliegbases zijn bijvoorbeeld shelters aanwezig, dit zijn bunkers waar een straaljager in gestald kan worden om deze te beschermen tegen aanvallen. Ook kan luchtafweergeschut of een luchtdoelraketsysteem op de basis aanwezig zijn. Voorheen beschikte een vliegbasis ook over een uitgebreide onderhoudsorganisatie zodat gedurende een periode autonoom de vliegoperaties konden worden uitgevoerd. Na de val van de muur werden veel onderhoudsactiviteiten, mede om economische redenen, gecentraliseerd op depots of uitbesteed bij de civiele industrie. Vliegbases beschikken, anders dan burgervliegvelden, ook vaak over een vanginstallatie aan het einde van de landingsbaan. Deze vanginstallatie is soms een over de grond gelegde kabel die vliegtuigen met een zogenaamde 'tailhook' kan afremmen. Ook kan soms gebruikgemaakt worden van een over de landingsbaan gespannen net.

## Speciale vliegbases
In Finland, Zweden en Zuid-Korea kent men de wegbasis. Dit is een stuk autosnelweg dat als provisorische landingsbaan gebruikt kan worden. Dankzij een mobiel vangkabelsysteem kan een vliegtuig landen op een stuk snelweg van 300 m. In enkele Centraal-Europese landen zijn delen van autosnelwegen geschikt om in noodgevallen als vliegbasis (snelweg-noodvliegveld) dienst te doen.
Ook een vliegkampschip kan beschouwd worden als een "vliegbasis". Het schip bezit immers alle faciliteiten die een vliegbasis aan land ook heeft.

## Trivia
- Het gebruik van de landingsbanen kan ook gedeeld worden met een civiel vliegveld, een voorbeeld hiervan in Nederland is Vliegbasis Eindhoven.

## Voetnoten
1. ↑  (en)  Finnish Air Force."Flight operations"